# Коцар Іван Юрійович
Іван Юрійович Коцар (нар. 4 червня 1996, м. Коростень на Житомирська область — пом. 15 березня 2022, поблизу м. Чернігова) — солдат Збройних Сил України, учасник російсько-української війни, що загинув у ході російського вторгнення в Україну в 2022 році.

## Життєпис
Іван Коцар народився 1996 року. Мешкав у місті Коростені на Житомирщині в Чигирях. Був призваний на військову службу до Збройних Сил України у місто Чернігів, де уклав контракт на продовження служби. 
Проходив службу у складі 134-го окремого батальйону охорони і обслуговування (А1624 м. Чернігів) Оперативного командування «Північ» Сухопутних військ України.
З початком війни в Україні перебував на фронті. Загинув 15 березня 2022 року у боях з ворогом біля м. Чернігова в результаті попадання ворожого уламку снаряда. Про те, що Іван загинув, стало відомо 21 березня. Жителі Коростенської територіальної громади 9 квітня 2022 року попрощалися із загиблим воїном Іваном Коцаром.

## Нагороди
- орден За мужність III ступеня (2022, посмертно) — за особисту мужність і самовіддані дії, виявлені у захисті державного суверенітету та територіальної цілісності України, вірність військовій присязі [4].